# Mora församling
Mora församling är en församling i Norra Dalarnas kontrakt i Västerås stift. Församlingen omfattar hela Mora kommun i Dalarnas län och utgör ett eget pastorat.

## Administrativ historik
Församlingen har medeltida ursprung. Mycket tidigt utbröts Malungs församling, på medeltiden Älvdalens församling, 9 december 1607 Venjans församling, 1636 Våmhus församling och före 1775 Solleröns församling.
Församlingen var tidigt moderförsamling i pastoratet Mora, Malung och Lima för att från omkring 1400 till 22 februari 1586 vara moderförsamling i pastoratet Mora och Älvdalen, därefter till 1636 utgjorde församlingen ett eget pastorat. Från 1636 till 1 maj 1868 moderförsamling i pastoratet Mora och Våmhus där även Solleröns församling ingick en tid före 1775. Från 1 maj 1868 till 1989 eget pastorat för att sedan från 1989 vara moderförsamling i pastoratet Mora, Våmhus och Venjan som från 2006 även omfattade Solleröns församling. 2010 uppgick Solleröns församling, Venjans församling och Våmhus församling i denna församling.
Före 1959 var församlingen delad av kommungräns och därför hade den två församlingskoder, 203600 för delen i Mora landskommun och 206200 för delen i Morastrands köping.

## Kyrkoherdar
| Ämbetstid | Namn                     | Levnadstid | Övrigt                                   |
| --------- | ------------------------ | ---------- | ---------------------------------------- |
|           | Andreas Thermaenius      | 1638–      |                                          |
|           | Gustavus Schilling       | 1638–      |                                          |
|           | Gabriel Holstenius       |            | Senare kyrkoherde i Hedemora församling. |
|           | Jakob Boëthius           | 1647–      |                                          |
|           | Petrus Aroselius         | 1643–1714  |                                          |
| 1716–1739 | Johan Emporelius         | 1660–1739  |                                          |
| 1741–1767 | Petrus Wollenius         | 1694–1767  | Kontraktsprost.                          |
| 1768–1774 | Johan Mauritz Holmqvist  | 1705–1774  |                                          |
| 1777–1809 | Anders Svedelius         | 1737–1809  | Kontraktsprost.                          |
| 1812      | Olof Pehrsson Arborelius | 1748–1812  |                                          |
| 1815–1824 | Anders Jacob Schultzberg | 1771–1824  |                                          |
| 1828–1844 | Pehr Gustaf Svedelius    | 1785–      |                                          |

## Organister
Lista över organister i Mora församling.
| Verksam   | Namn                     | Levnadstid | Övrigt         |
| --------- | ------------------------ | ---------- | -------------- |
| 1875-1902 | Reinhold Grape           | 1839-1902  |                |
| 1903-1912 | Karl Johan Möller        | 1869-1945  |                |
| 1912-1913 | Karl Engkvist            | 1879-      |                |
| 1913-1952 | Gunnar Svensson Svennung | 1888-      | Musikdirektör. |
| 1952-1957 | John Alvar Lassbo        | 1919-      | Musikdirektör. |
| 1964      | –                        | –          | Vakant.        |

## Kyrkobyggnader
- Mora kyrka
- Oxbergs kapell
- Siknäs kyrka
- Sollerö kyrka
- Venjans kyrka
- Våmhus kyrka